# Superкопы: Миссия Бабушка
Superкопы: Миссия Бабушка 3 (фр. 3 Jours Max) —— французская комедия, продолжение фильма «Коп на драйве» кинорежиссёра Будали Терека.

## Сюжет
Главный герой, Райн — неуклюжий полицейский пробующий поступить в разведку Франции, но проваливает обучение и вылетает из академии. В это же время его бабушку похищает "самый опасный картель Мексики" во время съёмок ток-шоу и требуют выкуп в два изумруда. Приходится взяться за дело — спасти бабулю.  Помощь Райну оказывают коллеги: 2 копа (1 пародирует крутого мачо, другой вечно всё забывает) и его подруга которая его любит. Они крадут снаряжение (не без проблем) и едут вызволять "крысу" для с целью узнать местонахождение этих изумрудов.
Команда идёт к частному самолёту чтобы полететь самолётом в Абу-Даби (за первым изумрудом), но после 6 часов "полёта" оказывается, что они были на симуляторе, на этот раз команда садится на самолёт. Прилетев на место они пробираются в отель и крадут пропуск для двоих на закрытую вечеринку, в это время появляется суперагент пытающийся убить копа за кражу секретной амуниции. На закрытой вечеринке их раскрывают и владелица изумруда и пытается скрыться. В это время бабушка делает безуспешную попытку сбежать из лап картеля. Догнав владелицу команда забирает изумруд и летит за следующим.
Прибыв на место команда идёт за следующим изумрудом - в храм Майя, но один из копов проваливается в яму к беззубому крокодилу, а других хватает племя туземцев. Выбравшись из этой непростой и весёлой передряги герои забирают изумруд и идут на обмен с картелем. Они обмениваются и в этот спецназ во главе с супер агентом окружает картель, главного героя принимают в разведку и на этом фильм кончается

## Актёрский состав
- Тарек Будали : Райан
- Филипп Лашо : Тони / сестра Тони
- Жюльен Аррути : Пьер
- Ванесса Гид : Стефани, коллега Райана
- Хосе Гарсия : крыса
- Элоди Фонтан : суперагент
- Мари-Анн Шазель : бабушка Райана
- Росси Де Пальма : Альба Суарез
- Франк Гастамбид: Доминик Торетто (камео)
- Мишель Ларок: комиссар